# Canon EOS 760D
La Canon EOS 760D, marchiata come Rebel T6s nel mercato Americano e 8000D in Giappone, è una fotocamera Reflex SLR annunciata da Canon il 6 febbraio 2015. Come parte della linea di prodotti Canon EOS si colloca in una fascia di mercato compresa tra la Canon EOS 750D e la Canon EOS 70D.

## Caratteristiche
La fotocamera possiede tutte le caratteristiche di base della EOS 750D:
- Sensore CMOS 24,2 megapixel effettivi APS-C
- 19 punti AF, tutti a croce a f/5.6. Punto centrale ad alta precisione, doppio punto a croce a f/2.8
- Processore d'immagine DIGIC 6 a 14-bit
- Hybrid CMOS AF III
- ISO 100 – 12800 (Espandibile fino a: 25600)
- Mirino a pentaspecchio con copertura del 95% e ingrandimento 0.82x
- Registrazione video in FullHD @30 fps o @25 fps
- Registrazione video in HD @60 fps
- Scatto contiunuo: 5 frame/s.
- Monitor LCD Touch 3.0" "Vari-Angle" Clear View II con 1.040.000 punti
- Jack da 3.5 mm per microfoni o registratori esterni.
- Wi-Fi + NFC per connessione a stampanti o scatto remoto con Canon App
- "Anti-flicker" (introdotto sulla EOS 7D Mk II) – la camera imposta automaticamente il momento d'esposizione per compensare il flickering causato dalle luci[1]

A queste aggiunge le seguenti caratteristiche, molte delle quali novità per la serie EOS xxxD
- Un display LCD sul lato superiore destro del body, una caratteristica mai prima d'ora presente sulle Canon EOS della serie xxxD.
- Sul lato posteriore del la fotocamera il pulsante di comando può ruotare per navigare più velocemente nel menù, per la prima volta introdotto nella serie EOS xxxD
- Servo AF (autofocus) in modalità live view.

## Problematiche al sensore
L'8 maggio 2015 Canon USA conferma una problematica al sensore in alcune 750D e 760D, d'inizio produzione, le quali in alcuni particolari scatti presentano un motivo scuro circolare. Canon provvede al richiamo e alla riparazione gratuita del problema.